# Schnell János
Schnell János (Magyarszék, 1893. március 7. – Budapest, 1973. január 2.) orvos, gyógypedagógus. A magyar lelki egészségügy (mentálhigiéné) kiemelkedő képviselője.

## Életútja
Schnell József és Jäger Julianna fiaként született. Pályáját népiskolai tanítóként kezdte (1911-ben Sióagárdon, majd Palotabozsokon), gyógypedagógiai tanári oklevele megszerzése után (1915) a siketek temesvári és a vakok budapesti intézetében tanított. Orvosi (1922), majd ideg- és elmeszakorvosi diplomát szerzett (1924). Ranschburg Pál tanítványa, asszisztense és utóda a Gyógypedagógiai Pszichológiai Laboratórium élén (1926-). Egyidejűleg a Gyógypedagógiai Tanárképző Főiskola előadó tanára és több tudományos társaság alapító és rendes tagja.
Később szervezője és vezetője volt a Gyógypedagógiai Pszichológiai Laboratórium egyik jogutód intézményének, a Budapesti Kir. Gyermeklélektani Intézetnek (1934-). Felmentése után (1947) nyugdíjazásáig (1951) ugyanitt tud. irányítóként működött és kísérleti lélektanból habilitált. Hamarosan újra dolgozni kezdett, előbb iskolai idegszakorvos (1951-től Budapest VI. kerületében; 1954-től Budapest VII., VIII. kerületében), majd megszervezte és vezette a budapesti Központi Gyermek-ideggondozó Intézetet (1958-) és nyugalomba vonulásáig (1969) a Fővárosi Gyermek-Mentálhygiéniai Központot. Kutatási területe és szakirodalmi tevékenysége igen széles körű, külföldön is gyakran szerepelt tudományos konferenciákon.

## Főbb munkáiból
- A felfogótípus és a számolási képesség kölcsönös kapcsolata a gyengeelméjűeknél. Budapest, 1923
- Vergleichende Untersuchungen der Lesefertigkeit der Normalen, Blinden, Taubstummen und Debilen (=Az egészségesek, vakok, siketek és idióták olvasási készségeinek összehasonlító vizsgálatai) Zeitschrift für Kinderforschung, 1927. 33. Budapest, 4.
- Eredmények a magyar kísérleti gyógypedagógiai és orvosi psychologia területén. Budapest, 1929
- Ranschburg Pál működése és tudományos egyénisége. in: Psychologiai Tanulmányok Ranschburg Pál tiszteletére. Budapest, 1929
- A gyermekkor psychopathológiája. Miskolc, 1934. Klny.
- A Fővárosi Gyermekideggondozó Hálózat kialakulása tudományos és történeti előzménye; Központi Gyermekideggondozó Intézet, Budapest, 1968